# Ochrilidia filicornis
Ochrilidia filicornis är en insektsart som först beskrevs av Krauss 1902.  Ochrilidia filicornis ingår i släktet Ochrilidia och familjen gräshoppor.

## Underarter
Arten delas in i följande underarter:
- O. f. filicornis
- O. f. judaica